# Takeda Eijiro
Eijiro Takeda (武田 英二郎 (Vũ Điền Anh Nhị Lang) Takeda Eijirō, sinh ngày 11 tháng 7 năm 1988) là một cầu thủ bóng đá người Nhật Bản thi đấu cho Shonan Bellmare.

## Thống kê câu lạc bộ
Cập nhật đến ngày 23 tháng 2 năm 2018.
| Thành tích câu lạc bộ | Thành tích câu lạc bộ | Thành tích câu lạc bộ | Giải vô địch | Giải vô địch | Cúp                   | Cúp                   | Cúp Liên đoàn | Cúp Liên đoàn | Khác    | Khác      | Tổng cộng | Tổng cộng |
| Mùa giải              | Câu lạc bộ            | Giải vô địch          | Số trận      | Bàn thắng    | Số trận               | Bàn thắng             | Số trận       | Bàn thắng     | Số trận | Bàn thắng | Số trận   | Bàn thắng |
| Nhật Bản              | Nhật Bản              | Nhật Bản              | Giải vô địch | Giải vô địch | Cúp Hoàng đế Nhật Bản | Cúp Hoàng đế Nhật Bản | J. League Cup | J. League Cup | Khác1   | Khác1     | Tổng cộng | Tổng cộng |
| --------------------- | --------------------- | --------------------- | ------------ | ------------ | --------------------- | --------------------- | ------------- | ------------- | ------- | --------- | --------- | --------- |
| 2010                  | Shonan Bellmare       | J1 League             | 0            | 0            | 0                     | 0                     | 1             | 0             | -       | -         | 1         | 0         |
| 2011                  | Yokohama F. Marinos   | J1 League             | 0            | 0            | 0                     | 0                     | 0             | 0             | -       | -         | 0         | 0         |
| 2012                  | JEF United Chiba      | J2 League             | 28           | 0            | 1                     | 0                     | -             | -             | -       | -         | 29        | 0         |
| 2013                  | Gainare Tottori       | J2 League             | 25           | 1            | 1                     | 0                     | -             | -             | 2       | 0         | 28        | 1         |
| 2014                  | Avispa Fukuoka        | J2 League             | 32           | 2            | 0                     | 0                     | -             | -             | -       | -         | 32        | 2         |
| 2015                  | Shonan Bellmare       | J1 League             | 2            | 0            | 1                     | 0                     | 6             | 1             | -       | -         | 9         | 1         |
| 2016                  | Shonan Bellmare       | J1 League             | 1            | 0            | 1                     | 0                     | 3             | 0             | -       | -         | 5         | 0         |
| 2017                  | Shonan Bellmare       | J2 League             | 1            | 0            | 1                     | 0                     | -             | -             | -       | -         | 2         | 0         |
| Tổng                  | Tổng                  | Tổng                  | 89           | 3            | 5                     | 0                     | 10            | 1             | 2       | 0         | 106       | 4         |

1Bao gồm J2's Relegation Playoffs.